# 1192
1192 (MCXCII) je bilo prestopno leto, ki se je po julijanskem koledarju začelo na sredo.

## Dogodki

### Slovenija
- 8. maj - Združitev Avstrije in Štajerske: po smrti štajerskega vojvode Otokarja IV., ki je umrl gobav in brez naslednikov, stopi v veljavo Georgenberška pogodba iz leta 1186 sklenjena z avstrijskim vojvodo Leopoldom V.

### Tretja križarska vojna
- Angleški kralj Rihard Levjesrčni okupira Askalon, ki ga je pred tem popolnoma razrušil Saladin, in začne ponovno graditi utrdbo. Saladinova vojska je še vedno demoralizirana in ne prepreči gradnje.
- Rihard  poda Saladinu zanimiv mirovni predlog, po katerem se naj bi v sklenitev zavezništva poročila Rihardova sestra Ivana in Saladinov mlajši brat Al-Adil. Ivana zavrne poroko z muslimanom.
- Mirovna pogajanja med iure uxoris jeruzalemskim kraljem Konradom Montferraškim, ki pa je nadzoroval zgolj mesto Tir, in Saladinom.

- april - Rihard Levjesrčni izsili volitve za jeruzalemskega kralja. Na njegovo nejevoljo, ker je upal na izvolitev Gvida Lusignanskega, je izvoljen Konrad Montferraški. Rihard Gvida, ki mu je obljubil krono, kompenzira s tem, da nanj prenese pravico do ciprskega prestola.
  - Riharda vznemirijo slabe novice iz Anglije, da proti njemu skupaj spletkarita maljši brat Ivan in francoski kralj Filip II.. Kraljica-mati Eleanora Akvitanska začasno zavaruje Rihardove interese.
- 5. april - Templarji, ki jim je Rihard Levjesrčni zaupal v upravljanje Ciper, zatrejo upor Ciprčanov.
- 28. april - Asasini umorijo še ne kronanega jeruzalemskega kralja Konrada Montferraškega. Od odstranitve Konrada je imel največ koristi Rihard, vendar ni bilo mogoče dokazati, da je naročil umor.
- 5. maj - Sklenitev poroke med kraljico-vdovo Izabelo Jeruzalemsko, ki je bila noseča z umorjenim Konradom, in Henrikom Šampanjskim.
- 22. maj - Križarji zavzamejo Darum, kar je sploh najjužnejši prodor križarske vojske med tretjo križarsko vojno.
- julij - Saladin napade in zavzame Jaffo. Med zavzemanjem mesta izgubi nadzor nad vojaki, preživeli križarji se zatečejo v citadelo.↓
- 27. julij → Floti Pisancev in Genovčanov, ki ju vodi Rihard Levjesrčni, preženeta Saladinovo vojsko izpred Jaffe. ↓
- 4. avgust → Saladin izvede neuspešen protinapad na Jaffo, preden bi se pomorskim silam pridružile še kopenske s severa. ↓
- 3. september → Sporazum iz Jaffe: Rihard I. Levjesrčni in Saladin skleneta premirje. Pogodba določa neoviran prehod krščanskih romarjev do Jeruzalema in ista določila veljajo tudi za muslimanske romarje in trgovce. Askalon po pogodbi ponovno pripade Saladinu, ki razruši, kar so križarji do takrat utrdili.
  - Konec tretje križarske vojne.
- september - Rihard Levjesrčni se z manjšim številom zaupnikov vrača preko morja v domovino, preoblečen v viteza templarja. Izkrca se v Ogleju in ubere nevarno pot čez srednjo Evropo, saj si je nemškim kraljem Henrikom VI. v sporu zaradi hude razžalitve avstrijskega vojvode Leopolda V.
- 21. december - Nek avstrijski križar prepozna Riharda na Dunaju. Leopold V. ga ukaže aretirati. Poleg razžalitve tudi za (nedokazan) umor njegovega bratranca Konrada Montferraškega. 1193 ↔
- december - Umrlega velikega mojstra hospitalcev Garnier de Nablus nasledi Geoffrey de Donjon, 11. veliki mojster po seznamu.

### Ostalo
- 25. avgust - Umrlega burgundskega vojvodo Huga III. nasledi sin Odo III.
- 26. avgust - Umrli ikonijski sultan Kilidž Arslan II. sicer zapusti Sultanat Rum sinu Kejhosrovu, ki pa se za nasledstvo spopade z ostalimi brati.
- V ujetništvu umre češki vojvoda Venčeslav II.. Vojvodino nasledi njegov polbrat in krvnik Otokar I.
- Umrlega beneškega doža Oria Mastropiera nasledi Enrico Dandolo, 42. dož po seznamu.
- Minamoto Joritomo (1147-1199) postane šogun, kar štejemo za začetek Šogunata Kamakure.
- Druga bitka pri Tarainu: odločujoča zmaga muslimanske guridske vojske, ki jo vodi sultan Muhammad Ghūrī, nad premagano hindujsko radžputsko vojsko, ki jo vodi kralj Prithiviradž iz dinastije Čauhan. Kralj Prithiviradž je po bitki obglavljen. 
  - Muhammad Ghūrī zavzame ozemlje province Bihar, začetek guridskega Sultanata Delhi.
- Peking: dokončan je kamniti most, kasneje poimenovan po Marku Polu.

## Rojstva
- 3. februar - Godžong, korejski kralj († 1259)
- 17. september - Minamoto Sanetomo, šogun († 1219)

Neznan datum
- Ibn al-Adim, sirski zgodovinar († 1262)
- Li Či, kitajski matematik († 1279)
- Marija Montferraška, jeruzalemska kraljica († 1212)
- Al-Mustansir, abasidski kalif († 1242)
- Štefan Radoslav, srbski kralj († 1247)

## Smrti
- 26. april - cesar Go-Širakava, 77. japonski cesar (* 1127)
- 28. april - Konrad Montferraški, markiz Montferrata, jeruzalemski kralj (* 1146)
- 8. maj - Otokar IV., štajerski vojvoda (* 1163)
- 25. avgust - Hugo III., burgundski vojvoda (* 1142)
- 26. avgust - Kilidž Arslan II., seldžuški sultan Sultanata Rum
- december - Armengaut de Aspe, 9. veliki mojster vitezov hospitalcev

Neznan datum
- Garnier de Nablus, 10. veliki mojster vitezov hospitalcev
- Kilič Arslan II., sečdžuški sultan Ruma (* 1113)
- Orio Mastropiero, 41. beneški dož
- Prithviradž III., hindujski kralj Delhija (* 1149)
- Rašid ad-Din Sinan, voditelj Asasinov (* 1132)
- Venčeslav II., češki vojvoda (* 1137)